# Kup maršala Tita 1969./70.
Kup maršala Tita 1969./70., također poznat kao Kup Jugoslavije u nogometu 1969./70., bila je dvadeset i treća sezona Kupa Jugoslavije u nogometu nakon Drugog svjetskog rata.

U kvalifikacijama koje su provodili republički savezi sudjelovalo je 2610 ekipa; 16 ekipa došlo je do stvarnog kupa (pod upravom FSJ), koji se igrao od 28. veljače do 27. svibnja 1970.
Trofej je osvojila Crvena zvezda koja je u finalu svladala ljubljansku Olimpiju. Crveno-bijelima je to bio osmi naslov u ovom natjecanju.

Ovogodišnji osvajač kupa, Crvena zvezda, osvojila je duplu krunu (prvenstvo i kup) i igrala u Kupu prvaka, dok je finalist kupa, Olimpija Ljubljana, igrala u Kupu pobjednika kupova 1970./71.
Od ove godine propozicije su promijenjene: ako su oba finalista izvan Beograda, igrat će se samo jedna utakmica – u Beogradu. Ako je, pak, jedan finalist iz Beograda, a drugi iz drugog grada, igrat će se dvije utakmice, ali će druga uvijek biti u Beogradu.

## Turnir
Kako su se u finalu sastale Olimpija i Crvena zvezda, prvi susret je odigran u Ljubljani 19. svibnja, a drugi u Beogradu 27. svibnja 1970. godine.

U osmini finala odigrane su dvije uzbudljive utakmice. Dok je Hajduk kao gost uspio eliminirati Vardar boljim izvođenjem jedanaesteraca, u Zrenjaninu se dogodilo suprotno. Tu su se sastali Proleter i Partizan. U regularnom vremenu i nakon produžetaka utakmica je završila bez golova. Nakon prve runde jedanaesteraca Proleter je slavio 4:3.

Do finala Olimpija je imala teži posao: Ljubljančani su u četvrtfinalu svladali Vojvodinu u Novom Sadu s 2:0, a u polufinalu su na svom terenu svladali zagrebačke "modre" s 3:1.

Crvena zvezda je u Beogradu pobijedila sarajevski Željezničar s 1:0, OFK Beograd s 1:0, niški Radnički (kao gost) s 2:0.

## Sudionici
Sudjelovalo je 2610 ekipa. U pretkolu splitski Hajduk eliminirao je Slaven Koprivnicu (2:1); Dinamo Zagreb eliminirao je Neretvu Metković (6:1);  Partizan je eliminirao Garnizon JNA Kraljevo (3:2); Crvena zvezda eliminirala je Mačvu Šabac (1:0); Orijent je eliminirao Rijeku (2:1).

Sljedećih 16 ekipa plasirale su se u završni dio:
| rang         | Slovenija            | Hrvatska                       | Bosna i Hercegovina | Srbija               | Srbija                                                  | Srbija          | Crna Gora         | Makedonija |
| rang         | Slovenija            | Hrvatska                       | Bosna i Hercegovina | Vojvodina            | Središnja Srbija                                        | Kosovo          | Crna Gora         | Makedonija |
| ------------ | -------------------- | ------------------------------ | ------------------- | -------------------- | ------------------------------------------------------- | --------------- | ----------------- | ---------- |
| 1. rang      | - Olimpija Ljubljana | - Dinamo Zagreb - Hajduk Split | - Željezničar       | - Vojvodina          | - OFK Beograd - Crvena zvezda - Partizan - Radnički Niš |                 |                   | - Vardar   |
| 2. rang      |                      | - Orijent - Osijek             | - Rudar Kakanj      | - Proleter Zrenjanin |                                                         | - Budućnost Peć | - Sutjeska Nikšić |            |
| Niži rangovi |                      |                                |                     |                      |                                                         |                 |                   |            |

## Osmina završnice
| Domaći sastav           |   | Gostujući sastav       | Rezultat               |
| ----------------------- | - | ---------------------- | ---------------------- |
| NK Osijek (Osijek)      | – | Vojvodina (Novi Sad)   | 1:3                    |
| Olimpija (Ljubljana)    | – | Budućnost (Peć)        | 3:0                    |
| Orijent (Rijeka)        | – | Dinamo (Zagreb)        | 0:1                    |
| Vardar (Skoplje)        | – | Hajduk (Split)         | 1:1 (prod.) (3:4 pen.) |
| OFK Beograd (Beograd)   | – | Rudar (Kakanj)         | 2:0                    |
| Crvena zvezda (Beograd) | – | Željezničar (Sarajevo) | 1:0                    |
| Radnički (Niš)          | – | Sutjeska (Nikšić)      | 1:0                    |
| Proleter (Zrenjanin)    | – | Partizan (Beograd)     | 0:0 (prod.) (4:3 pen.) |

## Četvrtzavršnica
| Domaći sastav         |   | Gostujući sastav        | Rezultat    |
| --------------------- | - | ----------------------- | ----------- |
| Vojvodina (Novi Sad)  | – | Olimpija (Ljubljana)    | 0:2 (prod.) |
| Dinamo (Zagreb)       | – | Hajduk (Split)          | 1:0         |
| OFK Beograd (Beograd) | – | Crvena zvezda (Beograd) | 0:1         |
| Radnički (Niš)        | – | Proleter (Zrenjanin)    | 2:0         |

## Poluzavršnica
| Domaći sastav           |   | Gostujući sastav | Rezultat |
| ----------------------- | - | ---------------- | -------- |
| Olimpija (Ljubljana)    | – | Dinamo (Zagreb)  | 3:1      |
| Crvena zvezda (Beograd) | – | Radnički (Niš)   | 2:0      |

## Završnica
|                    |   |               | 19. svibnja 1970. | 27. svibnja 1970. |
| ------------------ | - | ------------- | ----------------- | ----------------- |
| Olimpija Ljubljana | – | Crvena zvezda | 2:2               | 0:1 (prod.)       |

### Prva utakmica
| 19. svibnja 1970.       |             |                              |                                                                                 |
| Olimpija Ljubljana      | 2:2         | Crvena zvezda                | Stadion Bežigrad, Ljubljana Broj gledatelja: 6000 Sudac: G. Popov (Titov Veles) |
| Ameršek 23' Bečejac 88' | (izvještaj) | 18' Lazarević 63' Mihajlović | Stadion Bežigrad, Ljubljana Broj gledatelja: 6000 Sudac: G. Popov (Titov Veles) |

| Olimpija | Crvena zvezda |

|                 |  |                  |        |
|                 |  |                  |        |
| G               |  | Zlatko Škorić    |        |
|                 |  | Velimir Sombolac |        |
|                 |  | Atanas Djorlev   |        |
|                 |  | Hrvoje Jukić     |        |
|                 |  | Miloš Šoškić     |        |
|                 |  | Dragan Gugleta   |        |
|                 |  | Danilo Popivoda  |        |
|                 |  | Radoslav Bečejac |        |
|                 |  | Ivan Pejović     | Izašao |
|                 |  | Vili Ameršek     |        |
|                 |  | Branko Oblak     |        |
| Izmjene:        |  |                  |        |
|                 |  | Zlatko Klampfer  | Ušao   |
| Trener:         |  |                  |        |
| Nedeljko Gugolj |  |                  |        |

|                 |  |                   |  |
|                 |  |                   |  |
| G               |  | Ratomir Dujković  |  |
|                 |  | Milovan Đorić     |  |
|                 |  | Sava Karapandžić  |  |
|                 |  | Miroslav Pavlović |  |
|                 |  | Kiril Dojčinovski |  |
|                 |  | Branko Klenkovski |  |
|                 |  | Zoran Antonijević |  |
|                 |  | Stanislav Karasi  |  |
|                 |  | Vojin Lazarević   |  |
|                 |  | Trifun Mihajlović |  |
|                 |  | Dragan Džajić     |  |
| Trener:         |  |                   |  |
| Miljan Miljanić |  |                   |  |

### Druga utakmica
| 27. svibnja 1970. |             |                    |                                                                                        |
| Crvena zvezda     | 1:0 (pr.)   | Olimpija Ljubljana | Stadion Crvena zvezda, Beograd Broj gledatelja: 30.000 Sudac: Milivoje Gugulović (Niš) |
| Džajić 118'       | (izvještaj) |                    | Stadion Crvena zvezda, Beograd Broj gledatelja: 30.000 Sudac: Milivoje Gugulović (Niš) |

| Crvena zvezda | Olimpija |

|                 |  |                   |  |
|                 |  |                   |  |
| G               |  | Ratomir Dujković  |  |
|                 |  | Milovan Đorić     |  |
|                 |  | Sava Karapandžić  |  |
|                 |  | Miroslav Pavlović |  |
|                 |  | Kiril Dojčinovski |  |
|                 |  | Branko Klenkovski |  |
|                 |  | Zoran Antonijević |  |
|                 |  | Stanislav Karasi  |  |
|                 |  | Vojin Lazarević   |  |
|                 |  | Trifun Mihajlović |  |
|                 |  | Dragan Džajić     |  |
| Trener:         |  |                   |  |
| Miljan Miljanić |  |                   |  |

|                 |  |                  |  |
|                 |  |                  |  |
| G               |  | Zlatko Škorić    |  |
|                 |  | Dragan Rogić     |  |
|                 |  | Atanas Djorlev   |  |
|                 |  | Dimitrije Srbu   |  |
|                 |  | Miloš Šoškić     |  |
|                 |  | Zlatko Klampfer  |  |
|                 |  | Danilo Popivoda  |  |
|                 |  | Dragan Gugleta   |  |
|                 |  | Radoslav Bečejac |  |
|                 |  | Vili Ameršek     |  |
|                 |  | Branko Oblak     |  |
| Trener:         |  |                  |  |
| Nedeljko Gugolj |  |                  |  |

## Poveznice
- Prva savezna liga 1969./70.
- Druga savezna liga 1969./70.
- 3. ligaški rang 1969./70.

## Vanjske poveznice
- RSSSF
- Jugoslavija - Detalji finala Kupa 1947.-2001
- exyufudbal.in.rs
- lavkup.com
- bihsoccer.com